# Striefen
Striefen ist ein Ortsteil der Stadt Hennef (Sieg) im Rhein-Sieg-Kreis in Nordrhein-Westfalen. Es liegt an einem nordöstlichen Ausläufer des Westerwaldes oberhalb des Limersbaches im Tal der Sieg.
Urkundlich erwähnt wurde Striefen erstmals im 13. Jahrhundert. Obwohl es nur unweit der Bundesstraße 8 liegt, war Striefen lange landwirtschaftlich geprägt.
Die Antoniuskapelle in Striefen, dem hl. Antonius von Padua geweiht, wurde 1790 von den Bewohnern des Ortes als Fachwerkkapelle errichtet und nach einer weitgehenden Zerstörung im Zweiten Weltkrieg als verputzter Steinbau wiederaufgebaut. An jedem ersten Donnerstag im Monat wird hier eine Messe abgehalten.
1789 bildete Striefen eine Honschaft des Kirchspiels Eigen und gehörte bis 1806 zum bergischen Amt Blankenberg. Nach Auflösung des Herzogtums Berg bildete Striefen von 1808 bis 1813 eine der 31 Gemeinden bzw. Ortsbezirke im Kanton Hennef im Großherzogtum Berg und wurde von der Mairie Hennef (ab 1813 „Bürgermeisterei Hennef“) verwaltet. In preußischer Zeit (ab 1815) blieb Striefen Teil der Bürgermeisterei Hennef und wurde dem Kreis Uckerath (1820 mit dem Kreis Siegburg vereinigt, dieser 1825 in „Siegkreis“ umbenannt) zugeordnet. Innerhalb der Bürgermeisterei Hennef gehörte Striefen zur Gemeinde Geistingen, die 1934 mit Blankenberg zur Gemeinde Hennef zusammengeschlossen wurde.
Neben dem Eiersingen zu Pfingsten, dem Aufstellen eines Maibaums und einem Sankt-Martin-Zug wird im Dorf ein Scheunenball zu Ehren des heiligen Antonius von Padua am Wochenende nach dem 13. Juni begangen.

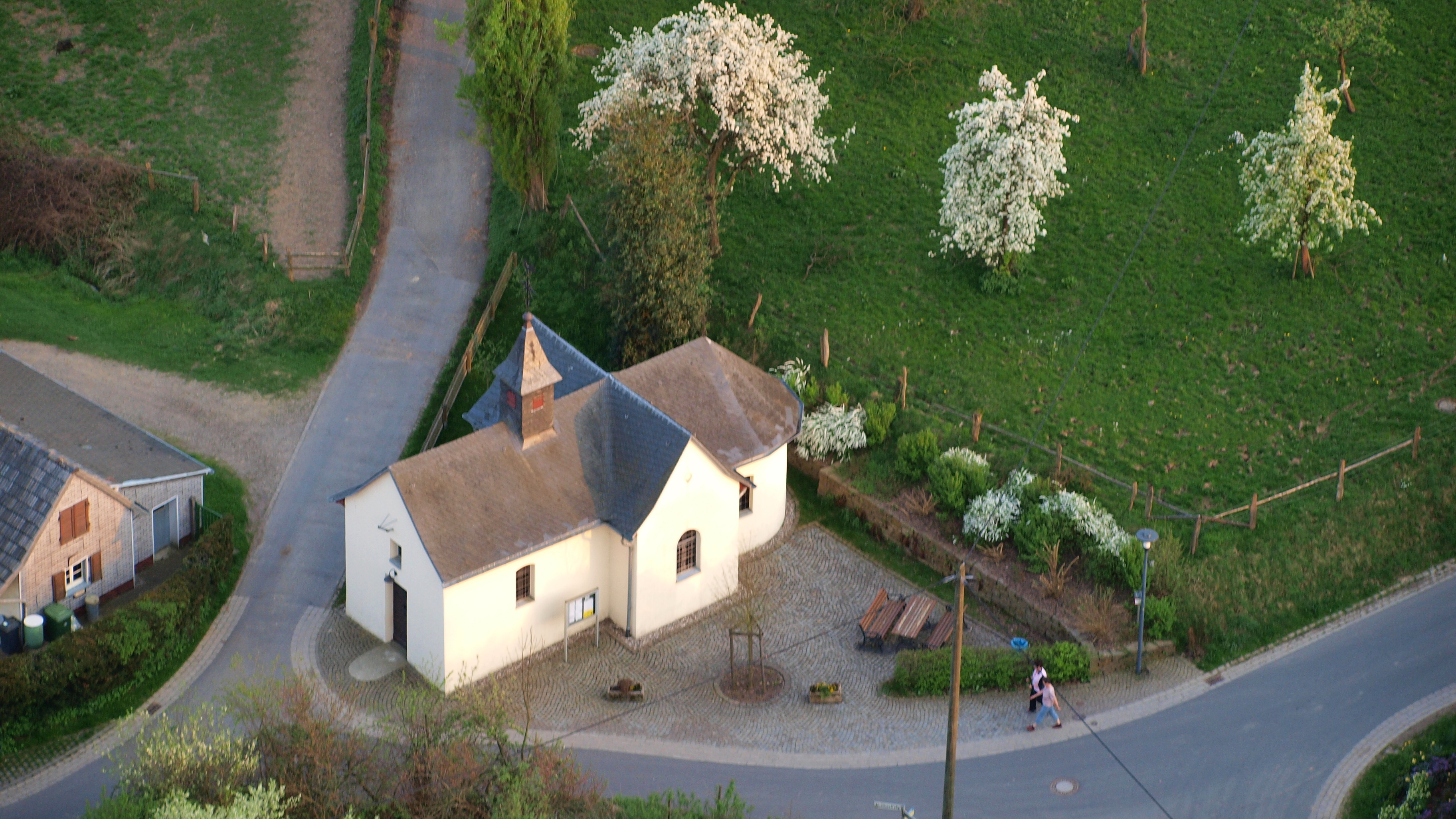
Antoniuskapelle, Luftaufnahme (2009)